# Juan Mora González
Juan Mora González (Santo Domingo de Heredia, Costa Rica, 1860—1895 a 1905, Guatemala) fue un escultor, pintor y poeta costarricense. Maestro imaginero, fue uno de los primeros artistas en hacer la transición entre el arte religioso de tradición colonial y la escultura laica. Se le considera, junto a Fadrique Gutiérrez, uno de los precursores de la escultura moderna de Costa Rica.

## Biografía
Los detalles biográficos de Juan Mora González son prácticamente desconocidos y mucho de lo que se sabe de él responde a la tradición oral. Se le atribuye haber nacido en Santo Domingo de Heredia, hijo de Miguel Mora y Josefa González. Se dice que pintó murales en varias iglesias campestres y casas de adobes, pero no se ha encontrado ningún indicio que confirme dicha creencia. Se le ha atribuido un carácter de bohemio pueblerino, de lo cual nacieron varios poemas que cantaban amores frustrados. Se afirma que por algún tiempo, habitó en el cantón de Grecia.
En lo que se refiere a su habilidad escultórica, se inició con la escultura de pasitos navideños, para luego incursionar, de forma casi pionera, en la escultura de bustos y retratos. Se le atribuye haber viajado a Guatemala, en compañía de Félix Arcadio Montero, abogado, político y líder gremial costarricense. En este país habría obtenido mucha influencia de la escuela imaginera guatemalteca, reflejada en sus obras.
Se cree que falleció entre 1895 y 1905 en Guatemala.

## Obra
La obra de Juan Mora González se destaca debido a que utilizó las técnicas artesanales de la imaginería religiosa para esculpir retratos particulares. La existencia de estas esculturas es una muestra de una tendencia de la clase campesina del país a imitar la costumbre de las élites acomodadas de realizar este mismo tipo de trabajos con pinturas al óleo o esculturas de mármol como muestra de prestigio y posición social, pero ajustada a la realidad de la vida rural.
En la obra de Juan Mora González se destaca la influencia muy acentuada de la imaginería guatemalteca y el uso de policromía brillante. Sus bustos son imágenes de medio cuerpo, frontales, cuya estructura recuerda a las imágenes religiosas, por lo que se descubre en ellas algunas características del arte religioso, como la policromía y la colocación de ojos de vidrio para darles realismo. Más tardíamente, utiliza la talla directa en madera y deja el color natural del material, demostrándose una evolución de su técnica escultórica. Las obras se distinguen porque presentan las propias fisonomías de los representados. La mayoría de sus retratos datan de 1875 y corresponden a campesinos acomodados, principalmente cafetaleros de la zona de Heredia: los bustos de José María Murillo Ugalde, Conchita Arias de Murillo y de Trinidad Cabezas Alfaro (tallas directas en madera natural), también de Remigio Quirós, Petronila González de Fonseca, Casimiro Zamora Bolaños (estos últimos policromados). En colecciones particulares hay un San Rafael, una cabeza de Cristo y un Nacimiento.
Se sabe que algunos de los retratos de Mora, sobre todo los no policromados, fueron rechazados por los que los encargaron debido a un detalle particular: una deformidad en la cara del retratado, con la finalidad de mostrar características interiores de sus modelos. Este detalle ha permitido asegurar a especialistas actuales que Mora tuvo una mejor capacidad de realizar retratos vivos aún que muchos pintores extranjeros.
Por muchos años, su obra permaneció casi desconocida hasta que sus esculturas fueron dadas a conocer por el arqueólogo Carlos Balser en un libro publicado en 1940, Un artista desconocido: Juan Mora González. En 1942, las obras fueron llevadas a la muestra selectiva sobre arte costarricense auspiciada por el Rolling College en Estados Unidos. En 1956, fueron expuestas nuevamente para la celebración del centenario del cantón de Santo Domingo. Actualmente, sus obras forman parte de la colección del Museo Nacional de Costa Rica.